# Rhinacanthus grandiflorus
Rhinacanthus grandiflorus är en akantusväxtart som beskrevs av Stephen Troyte Dunn. Rhinacanthus grandiflorus ingår i släktet Rhinacanthus och familjen akantusväxter. Inga underarter finns listade i Catalogue of Life.